# Lars Knutzon
Lars Knutzon (født 1. oktober 1941) er en dansk skuespiller og instruktør.
Han er søn af skuespilleren, sceneinstruktøren og teaterlederen Per Knutzon og kabaretsangerinden Lulu Ziegler og blev uddannet på Skuespillerskolen ved Odense Teater i 1967 og blev herefter ansat på teatret i nogle år.
Lars Knutzon har bevist sin alsidighed ved i mange år at arbejde som instruktør og skuespiller på en lang række danske teatre og har herudover spillet en række roller i tv, på radio og i film.
På scenen har han bl.a. spillet med i En skærsommernatsdrøm, Som Man Behager, Don Quixote, Koks i Kulissen, Mens vi venter på Godot, Woyzeck, Slutspil, Matador (musical på DKT) og Hamlet.
På tv-skærmen har man bl.a. set ham i serierne John, Alice, Peter, Susanne og lille Verner, Een stor familie, Ludo, Kald mig Liva, Bryggeren, Borgen samt julekalenderne Nissebanden, Alletiders Nisse, Jul på Kronborg og Tidsrejsen.
I 1993-1995 var han direktør for ABC Teatret.
Lars Knutzon er far til dramatikeren Line Knutzon.

## Udvalgt filmografi
- Gertrud – 1964
- Jensen længe leve – 1965
- Den gale dansker – 1969
- Det gode og det onde – 1975
- Hjerter er trumf – 1976
- Verden er fuld af børn – 1980
- Med lille Klas i kufferten – 1983
- Kurt og Valde – 1983
- Lykken er en underlig fisk – 1989
- Viktor og Viktoria – 1993
- Hjælp - Min datter vil giftes – 1993
- Kun en pige – 1995
- Ørnens øje – 1997
- I Wonder Who's Kissing You Now – 1998
- Albert – 1998
- Toast – 1999
- Manden som ikke ville dø – 1999
- En kort en lang – 2001
- Oh Happy Day – 2004
- Det grå guld - 2013
- MGP missionen - 2013
- Dronningens corgi (2019)
- Dreyers Gertrud 2022

### Tv-serier
- John, Alice, Peter, Susanne og lille Verner – (1975)
- Een stor familie – (1983, afsnit 11)
- Anthonsen – (1984, afsnit 3)
- Nissebanden – (Julekalender, 1984)
- Ludo – (1985)
- Kald mig Liva – (1992)
- Landsbyen – (1994-1996)
- Alletiders Nisse – (Julekalender, 1995)
- Bryggeren – (1996, afsnit 7, 8, 9, 10 og 12)
- TAXA – (1999)
- Jul på Kronborg – (Julekalender, 2000)
- Rejseholdet – (2002)
- Borgen – (2010-2022)
- Tidsrejsen – (Julekalender, 2014)
- Tinkas Juleeventyr - (Julekalender, 2017)